# Hortipes cucurbita
Hortipes cucurbita là một loài nhện trong họ Corinnidae.
Loài này thuộc chi Hortipes. Hortipes cucurbita được miêu tả năm 2000 bởi Bosselaers & Rudy Jocqué.